# Lagrivea
Lagrivea é um gênero fóssil de esquilo do Mioceno Médio da França. A única espécie, L. vireti, é conhecida por três mandíbulas (maxilares inferiores) e dois dentes isolados. Todos os restos provêm do preenchimento de fissura (depósito fóssil formado quando uma fissura rochosa é preenchida com sedimento) de La Grive L5, parte do complexo La Grive-Saint-Alban [en] em Saint-Alban-de-Roche, sudeste da França. Lagrivea era um grande esquilo florestal com incisivos inferiores planos e um quarto pré-molar inferior (p4) grande e triangular. Cada um dos quatro dentes molares (p4 e três molares, m1 a m3) apresenta uma bacia profunda no centro da coroa. O m3 tem formato aproximadamente retangular, mas arredondado na parte posterior. Embora m1 e m2 tenham duas raízes, o m3 possui três.

## Taxonomia
Pierre Mein e Léonard Ginsburg descreveram Lagrivea vireti em 2002, em uma revisão das idades e faunas dos sítios fósseis do Mioceno de La Grive-Saint-Alban, no sudeste da França. Eles sugeriram que provavelmente era um esquilo florestal e relacionado a tribo Sciurini [en]. Lagrivea pertence à família dos esquilos (Sciuridae), que aparece pela primeira vez no Eoceno Superior (Priaboniano) da América do Norte e no Oligoceno Inferior (Rupeliano) da Europa. O nome específico, vireti, homenageia Jean Viret por seu trabalho sobre os mamíferos de La Grive-Saint-Alban.

## Descrição
| Variável                        | Medidas (em mm)  |
| ------------------------------- | ---------------- |
| Profundidade da mandíbula no m1 | 8,5, 8,7, 9,2    |
| Diastema entre incisivos e p4   | 6,1, 6,9, 7,6    |
| p4–m3                           | 11,1, 12,2, 12,2 |
| Comprimento do p4               | 2,37, 2,42       |
| Largura do p4                   | 2,45, 2,45       |
| Comprimento do m1               | 2,55, 2,60, 2,66 |
| Largura do m1                   | 2,68, 2,70, 2,75 |
| Comprimento do m2               | 2,8, 3,03, 3,07  |
| Largura do m2                   | 2,90, 3,05, 3,18 |
| Comprimento do m3               | 3,22             |
| Largura do m3                   | 2,75             |

Lagrivea é conhecido por três mandíbulas (maxilares inferiores) — uma, o holótipo, com o quarto pré-molar (p4) e todos os três molares (m1–3) preservados; uma com o incisivo e o m2; e uma com o incisivo, p4, m1 e m2 — além de um incisivo inferior isolado e um m2 isolado. Era grande para um esquilo, e pode ser distinguido dos esquilos fósseis Palaeosciurus, Aliveria e Ratufa obtusidens pelo seu tamanho maior.
Na mandíbula, o diastema entre os incisivos e os dentes molares (pré-molares e molares) é relativamente profundo. O forame mentual (uma abertura no osso) está localizado relativamente alto e antes do p4. As cristas masseterianas superior e inferior, localizadas na face externa da mandíbula e que ancoram alguns dos músculos mastigatórios, se encontram no m1. As superfícies do incisivo são muito planas, mas há pequenas estrias irregulares no esmalte ao longo do dente.
Os dentes molares aumentam regularmente de tamanho da frente para trás. Todos consistem em uma grande bacia central cercada por cúspides e cristas. As bacias são mais profundas do que em Palaeosciurus e Ratufa obtusidens e não apresentam crenulações no esmalte, o que os diferencia de outro esquilo fóssil, Albanensia. O primeiro dente molar, p4, é grande e de forma aproximadamente triangular, curto e bem largo na parte posterior. As duas cúspides frontais, o protoconídeo e o metaconídeo, estão isoladas uma da outra. À frente do metaconídeo, há uma pequena cúspide, um anteroconídeo, no lado lingual do dente (lado da língua). A bacia central do dente é relativamente profunda. Na parte posterior do dente, a cúspide entoconídeo está conectada ao posterolofídeo, uma crista que forma a margem posterior. Das duas raízes, a frontal é redonda e a posterior é larga.
Embora o m1 seja quase retangular, a largura na frente é ligeiramente menor que na parte posterior. Há um anteroconídeo pronunciado. Uma crista, o metalofídeo, se estende do protoconídeo quase até o metaconídeo. Uma pequena cúspide, o mesostilídeo, está conectada ao metaconídeo à sua frente, diferente de Miopetaurista [en] e Aliveria. Há duas raízes largas. O próximo dente, m2, é semelhante ao m1 na maioria dos aspectos, mas a largura na frente é praticamente igual à da parte posterior, tornando o dente quase retangular. A parte posterior do m3 é arredondada, mas o dente ainda é quase retangular. Há um anteroconídeo longo, conectado principalmente ao metaconídeo. Não há metalofídeo. Este dente possui três raízes: duas na frente e uma maior na parte posterior.

## Distribuição e contexto
Os restos de Lagrivea foram provavelmente coletados por Viret no sítio La Grive L5, na vila de Saint-Alban-de-Roche, departamento de Isère, sudeste da França. La Grive L5 é um dos vários sítios de preenchimento de fissura na área, conhecidos coletivamente como La Grive-Saint-Alban, que forneceram ricas faunas fósseis. Outro sítio, La Grive M, é a localidade de referência para a zona MN 7/8, com cerca de 13 a 11 milhões de anos. La Grive L5 é um dos sítios mais jovens de La Grive, e Mein e Ginsburg propuseram colocá-lo em uma zona separada, MN 8. Outros esquilos em La Grive-Saint-Alban incluem espécies de Heteroxerus, Spermophilinus [en], Palaeosciurus, e tâmias, além de esquilos-voadores dos gêneros Albanensia, Miopetaurista, Forsythia, Hylopetes e Blackia. Miopetaurista neogrivensis, Spermophilinus bredai e Heteroxerus huerzeleri também são conhecidos de La Grive L5. Em 2012, Ginsburg e Mein descreveram um esquilo indeterminado do sítio mais antigo (MN 6) de Sansan, França, com base em um único p4. Este dente é semelhante em tamanho ao de Lagrivea, mas difere por um talonídeo mais estreito.